# Églises évangéliques luthériennes
Ne doit pas être confondu avec Luthéranisme.
Les Églises luthériennes (désignées comme « Églises de la Confession d'Augsbourg » dans la loi de germinal an X) sont des Églises protestantes de tradition luthérienne. Historiquement, cette appellation a permis de les distinguer d'abord des Églises réformées, puis des Églises évangéliques proprement dites.
La plupart des Églises luthériennes sont regroupées au sein de la Fédération luthérienne mondiale, qui compte, en 2018, 148 Églises membres, réparties dans 99 pays et représentant plus de 75 millions de fidèles. Certaines Églises luthériennes conservatrices se sont regroupées dans une autre fédération, le Concile luthérien international; celui-ci rassemblerait une trentaine d'Églises et un peu plus de 7 millions de fidèles, ce qui porte le nombre total de luthériens dans le monde à un peu plus de 80 millions. 

## Théologie
La foi de ces Églises est exprimée dans les textes fondamentaux du luthéranisme qui s'appuient sur l'autorité de la Bible. Les luthériens reconnaissent et souscrivent aux trois symboles œcuméniques, le symbole des Apôtres, le symbole de Nicée-Constantinople et le symbole d'Athanase.
Ces textes théologiques sont :
- la Confession d'Augsbourg (dite aussi Confessio Augustana, présentée à la Diète d'Empire à Augsbourg en 1530 par Mélanchthon) ;
- l'Apologie de la Confession d'Augsbourg (1531, du même) ;
- le Petit catéchisme de Luther (1529) ;
- le Grand catéchisme du même (1529) ;
- les Articles de Smalkalde du même, et leurs annexes de Mélanchthon (1537) ;
- la Formule de Concorde pour réconcilier les différents courants du luthéranisme (1577).

## Les Églises luthériennes dans le monde

Membres d'Églises de la Fédération luthérienne mondiale (2019)
plus de 10 millions
plus de 5 millions
plus de 1 million
plus de 500 000
plus de 100 000
plus de 25 000

Les principaux pays luthériens sont les nations scandinaves (Islande, Norvège, Danemark, Suède), la Finlande, l'Estonie et l'Allemagne du Nord. La Lettonie est en grande partie luthérienne.
L'émigration européenne a propagé le luthéranisme dans le nouveau monde, notamment aux États-Unis (particulièrement dans le Midwest), au Canada et au Brésil.
Le travail des missionnaires luthériens a ensuite élargi la sphère d'influence du luthéranisme au monde entier, de manière souvent plus marquée là où la puissance coloniale la protégeait. C'est notamment le cas des pays passés sous le contrôle de l'Empire allemand comme la Namibie, la Tanzanie ou la Papouasie-Nouvelle-Guinée.
Enfin, il existe de petites communautés luthériennes parmi les Allemands du Caucase, et particulièrement ceux de Géorgie.

### Afrique

#### Principales églises
- En Éthiopie, l'Église évangélique éthiopienne Mekane Yesus compte quelque 8,3 millions de membres, ce qui représente quelque 7,5% de la population du pays. C'est une église protestante unie, comportant des chrétiens d'origine luthérienne et réformée, membre à la fois de la Fédération luthérienne mondiale et de la Communion mondiale d'Églises réformées.
- La Tanzanie compte quelque 7,6 millions de fidèles luthériens, soit 13% de la population tanzanienne, regroupés dans l'Église évangélique luthérienne en Tanzanie[3].
- L'Église luthérienne malgache (en malgache Fiangonana Loterana Malagasy, FLM) compte quelque 3 millions de membres sur l'île (11,7% de la population) et sans doute un million dans la diaspora malgache, notamment en Europe.
- Avec 1,2 million de fidèles, les luthériens représentent environ 50% de la population de la Namibie. Cette situation est due à l'héritage de la colonisation allemande et à l'évangélisation conduite par la Société des missions du Rhin, ainsi que par les missionnaires finlandais implantés dans le nord de la Namibie, qui ont donné naissance à trois églises : l'Église évangélique luthérienne en Namibie (704 000 membres), l'Église évangélique luthérienne en République de Namibie (420 000 membres) et l'Église évangélique luthérienne germanophone en Namibie (5 000 membres). La Namibie est ainsi le seul pays en dehors de l'Europe à avoir une majorité luthérienne. Les trois Églises sont regroupées au sein d'une union d'Églises, le "Conseil uni des Églises luthériennes namibiennes" (United Church Council: Namibia Evangelical Lutheran Churches), avec comme but de parvenir à fusionner en une seule Église[4].
- L'Afrique du Sud compte au total environ 1,2 million de luthériens répartis entre plusieurs Églises, toutes membres de la Communion luthérienne en Afrique australe[5].

#### Organisations régionales
La Communion luthérienne en Afrique australe (LUCSA) est une organisation régionale regroupant 15 Églises luthériennes des 10 pays de la partie méridionale du continent. Fondée en mai 1991, elle a succédé à la Fédération des Églises évangéliques luthériennes d'Afrique australe (FELCSA), organisation historique créée en 1966 pour lutter contre la séparation des races au sein des Églises luthériennes. Les deux autres organisations luthériennes en Afrique sont la Communion luthérienne en Afrique centrale et orientale (LUCCEA) et la Communion luthérienne en Afrique occidentale (LUCCWA). Toutes ces organisations relèvent de la Fédération luthérienne mondiale en Afrique, qui se comprend comme une communion d'Églises.

### Amérique du Nord

#### Implantations et historique
Les principales concentrations luthériennes aux États-Unis se trouvent dans les états du Dakota du Nord (35% de la population), Dakota du Sud (27%), Wisconsin (22%), Iowa (16%), Nebraska (15%), Montana (14%) et accessoirement en Pennsylvanie (8%), Illinois (7%) et Indiana (6%). Elles sont liées aux immigrations allemande et scandinave.
Nouvelle-Suède, une colonie suédoise fondée dans la vallée du fleuve Delaware, est à l'origine de la première implantation de l'Église luthérienne en Amérique. Reorus Torkillus (en), le premier ecclésiastique luthérien d'Amérique du Nord, est arrivé à Nouvelle-Suède le 17 avril 1640. Les racines du luthéranisme organisé en Amérique du Nord remontent à la formation du Pennsylvania Ministerium (en), le premier synode luthérien en Amérique du Nord, fondé en 1742 par Henry Muhlenberg.

#### Principales églises
Le paysage ecclésial luthérien nord-américain est assez fragmenté :
- Les principales églises sont l'Église évangélique luthérienne en Amérique (ELCA) et l'Église évangélique luthérienne au Canada (ELCIC), qui sont membres de la Fédération luthérienne mondiale. L'ELCA est en pleine communion avec l'Église épiscopale des États-Unis d'Amérique, les provinces américaines de l'Église morave, l'Église presbytérienne (États-Unis), l'Église réformée d'Amérique, l'Église unie du Christ et l'Église méthodiste unie. L'ELCIC est en pleine communion avec l'Église anglicane du Canada.
- Sont membres du Concile luthérien international l'Église luthérienne - Synode du Missouri (LCMS), l'Église luthérienne du Canada (LCC), l'American Association of Lutheran Churches (en) (AALC) et le Lutheran Ministerium and Synod – USA (en) (LMS).
- La Confessional Evangelical Lutheran Conference (en)(Conférence évangélique luthérienne confessionnelle, CELC) comprend le Wisconsin Evangelical Lutheran Synod (en) (Synode évangélique luthérien du Wisconsin, WELS) et le Evangelical Lutheran Synod (en) (Synode évangélique luthérien, ELS).
- Il existe au moins 20 petites confessions luthériennes en Amérique du Nord, dont certaines sont des ramifications doctrinales de groupes plus importants apparues au fil des ans, ou des groupes isolés qui n'ont jamais fusionné.

Les organismes ecclésiaux nationaux sont au service de leurs congrégations membres et d'autres entités avec des collèges et des séminaires pour leurs travailleurs ecclésiastiques et missionnaires professionnels, des ressources pour le lancement de nouvelles missions, la supervision ecclésiastique, et du matériel liturgique et éducatif produit par leurs maisons d'édition officielles telles que Augsburg-Fortress Press (ELCA), Concordia Publishing House (en) (LCMS), Northwestern Publishing House (en) (WELS).

### Amérique latine

#### Brésil

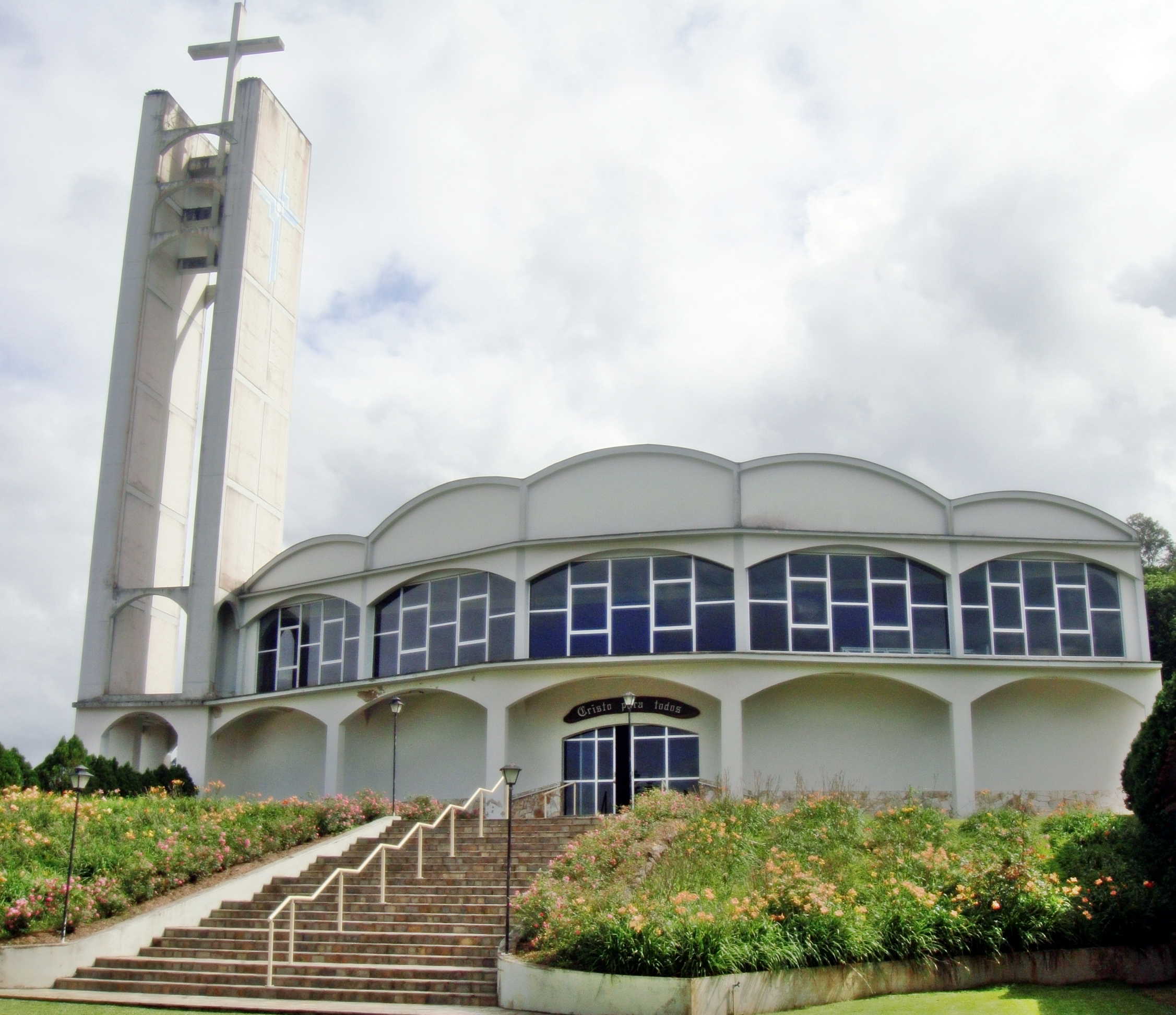
Église luthérienne à Schroeder, au Brésil.

Le Brésil compte 1,3 million de luthériens, regroupés surtout dans les États méridionaux de Rio Grande do Sul et Santa Catarina. Bien que cela ne représente que 0,6% de la population du pays, c'est la plus importante communauté luthérienne d'Amérique latine, qui représente 85% des luthériens d'Amérique latine et des Caraïbes.
Le luthéranisme a été introduit au Brésil par des immigrants allemands aux XVIIIe et XIXe siècles. La plupart des villes fondées par des Allemands, comme Novo Hamburgo, São Leopoldo, Joinville et Blumenau, comptent des luthériens et des catholiques.
La principale église est l'Église évangélique de la confession luthérienne au Brésil qui compte un peu plus d'un million de membres, et fait partie de la Fédération luthérienne mondiale. Une église luthérienne conservatrice, affiliée au Concile luthérien international, l’Église évangélique luthérienne du Brésil, revendique quelque 243 000 membres. Elle fait partie du Concile luthérien international.

#### Argentine
En Argentine, le luthéranisme représente environ 70 000 fidèles.
Des églises d'origine danoise, suédoise et norvégienne se sont implantées à Buenos Aires, près de la zone portuaire, pour répondre aux besoins des marins de ces pays de passage dans la ville. Une petite communauté danoise, avec sa propre église et son école luthérienne, vit dans la ville de Tres Arroyos, à environ 400 km au sud de Buenos Aires. Les églises membres de la Fédération luthérienne mondiale qui en résulte sont : l’Église évangélique du Rio de la Plata, qui compte 27 000 membres et l’Église évangélique luthérienne unie, avec 11 000 membres.
Issue de l'immigration d'Allemands de la Volga dans la province d'Entre Rios, l’Église évangélique luthérienne d'Argentine a été fondée en 1905 et compte actuellement quelque 30 000 membres.

#### Autres pays latino-américains
Les autres pays d'Amérique latine totalisent environ 100 000 luthériens :
- Bolivie (Église évangélique luthérienne bolivienne, 14 000 membres)[11].
- Chili (Église évangélique luthérienne du Chili, 12 800 membres, dans 2 églises différentes)[11]
- Colombie (Église évangélique luthérienne de Colombie, 1 700 membres)[11]
- Costa Rica (Église luthérienne du Costa Rica, 500 membres)[11]
- Cuba (1 500 membres)[11]
- El Salvador (20 000 membres)[11]
- Guatemala (3 300 membres), dans 2 églises différentes)[11]
- Guyana (Église évangélique luthérienne au Guyana, 16 000 membres)[11]
- Honduras (1 700 membres)[11]
- Mexique (1 500 membres)[11]
- Nicaragua (7 000 membres)[11]
- Pérou (550 membres)[11]
- Suriname (Église évangélique luthérienne au Suriname, 4 000 membres)[11]
- Venezuela (1 900 membres)[11]

### Asie
- La plus grande communauté luthérienne d'Asie se trouve en Indonésie. Selon la liste des églises membres de la Fédération luthérienne mondiale[12], treize églises luthériennes indonésiennes ou synodes (le dernier ajouté en 2014) associés à la FLM revendiquent plus de 6 millions de membres. La plus grande d'entre elles est l'Église chrétienne protestante Batak (en indonésien : Huria Kristen Batak Protestan, HKBP) qui compte près de 4,2 millions de membres.
- En Inde, les luthériens sont plus de 3,5 millions, la plus grande église étant l'Église évangélique luthérienne d'Andhra, qui compte 2,5 millions de membres.
- Des communautés luthériennes plus petites existent ailleurs, notamment :
  - Hong Kong SAR,
  - Malaisie,
  - Myanmar,
  - Japon,
  - Israël, Palestine et Jordanie (Église évangélique luthérienne de Jordanie et de Terre sainte, 3 000 membres).

Il existe une Communion luthérienne d'Asie.

### Europe

#### Allemagne

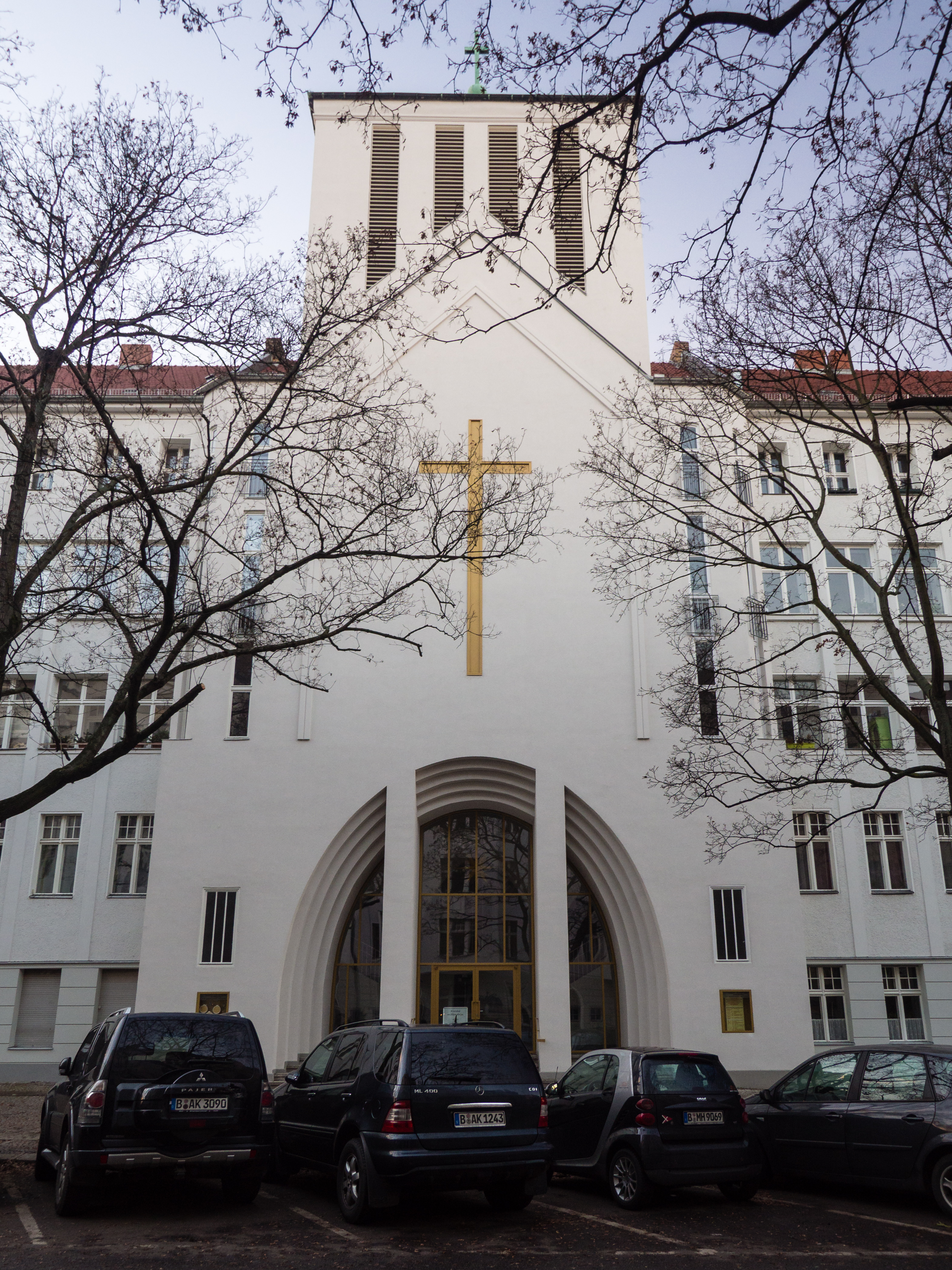
Église luthérienne Sainte-Croix à Berlin, une paroisse de l'Église protestante luthérienne indépendante.

Historiquement, la foi luthérienne s'est d'abord établie dans certains États du Saint Empire romain germanique. Lors de la Paix d'Augsbourg en 1555, chaque prince allemand a eu le droit de choisir entre le luthéranisme et le catholicisme comme religion d'État de ses territoires, selon le principe cujus regio, ejus religio. Après la fin de la guerre de Trente Ans en 1648, le choix a été élargi à la religion protestante réformée (d'inspiration calviniste). Certains États allemands (surtout au nord et à l'est) sont devenus luthériens (par exemple le duché de Brunswick, l’électorat de Hanovre, le grand-duché d'Oldenbourg, l'électorat de Saxe, le pays de Bade, certains sont devenus réformés (comté de Bentheim, Brême, Lippe), tandis que d'autres sont restés catholiques (par exemple Bavière et Rhénanie). Au XIXe siècle, dans certains États, les églises luthériennes et réformées s'unissent comme en Anhalt (en 1820 en Anhalt-Bernburg, en 1827 en Anhalt-Dessau, et en 1880 en Anhalt-Köthen), Bade (1821), Nassau (1817) et le Palatinat bavarois (1848), Nassau (1817) et l'Église protestante du Palatinat. (1848), tandis que le royaume de Prusse a introduit en 1817 une Union des églises prussiennes, réunissant les églises luthériennes et réformées de façon administrative, suivie en cela par l'Union des églises de Hanau, par l'électorat de Hesse (1818), par le grand-duché de Hesse (1832) et par la ville de Brême (1877).
Les Landeskirche (organisées traditionnellement surtout le long des anciennes frontières des États du XIXe siècle) s'acceptent mutuellement comme des égales, malgré les différences confessionnelles. Ainsi, un luthérien quittant une paroisse appartenant à un corps ecclésial régional luthérien sera accepté par la paroisse locale d'une autre église protestante régionale, même si cette paroisse est de confession réformée ou protestante unie. Les membres des congrégations des organismes régionaux de l'Église protestante - comme ceux des paroisses des diocèses catholiques et ceux inscrits dans les congrégations juives - sont tenus de payer un impôt ecclésiastique, une surtaxe sur leur impôt sur le revenu normal perçu par les États allemands et transmis à l'organisme religieux concerné.
La mobilité moderne et la sécularisation accrue ont toutefois contribué à modifier la situation démographique traditionnelle, tout comme la migration de plusieurs millions de réfugiés allemands provenant soit des régions perdues au profit de la Pologne et de l'Union soviétique, soit de l'étranger, après la Seconde Guerre mondiale. Depuis la Seconde Guerre mondiale, les Églises luthérienne, réformée et protestante unie sont membres de l'Église protestante en Allemagne. (EKD). Environ 40 % des protestants allemands sont membres d'organismes ecclésiastiques régionaux formant l'Église protestante luthérienne unie d'Allemagne (VELKD), une unité de l'EKD comprenant tous les organismes ecclésiastiques régionaux luthériens en Allemagne, à l'exception toutefois de l'Oldenburg et du Wurtemberg, qui sont seulement associés. La majorité des paroissiens appartenant à des organismes ecclésiastiques protestants administrativement unis en Allemagne sont également membres de paroisses confessionnellement luthériennes, cependant, leurs registres d'adhésion ne font pas de distinction entre les luthériens et les paroissiens de confession protestante réformée ou unie.
Outre les organismes régionaux de l'Église protestante en Allemagne, il existe également l'Église protestante luthérienne indépendante (Selbständige Evangelisch-Lutherische Kirche , SELK), qui s'est formé à partir des opposants à l'Union forcée avec les églises réformées de Prusse et d'ailleurs. Le SELK est membre du Concile luthérien international (ILC). Le SELK est séparé des organismes ecclésiastiques régionaux et compte 33 474 membres baptisés en 2017. L'Église protestante luthérienne libre (Evangelisch-Lutherische Freikirche, ELFK), principalement située dans les terres de l'ancienne Allemagne de l'Est, compte 1 470 membres baptisés. Les quelque 10 000 membres allemands de l'Église morave, qui est membre de la Fédération luthérienne mondiale, sont également comptés comme luthériens dans les statistiques confessionnelles.

#### Pays d'Europe du Nord

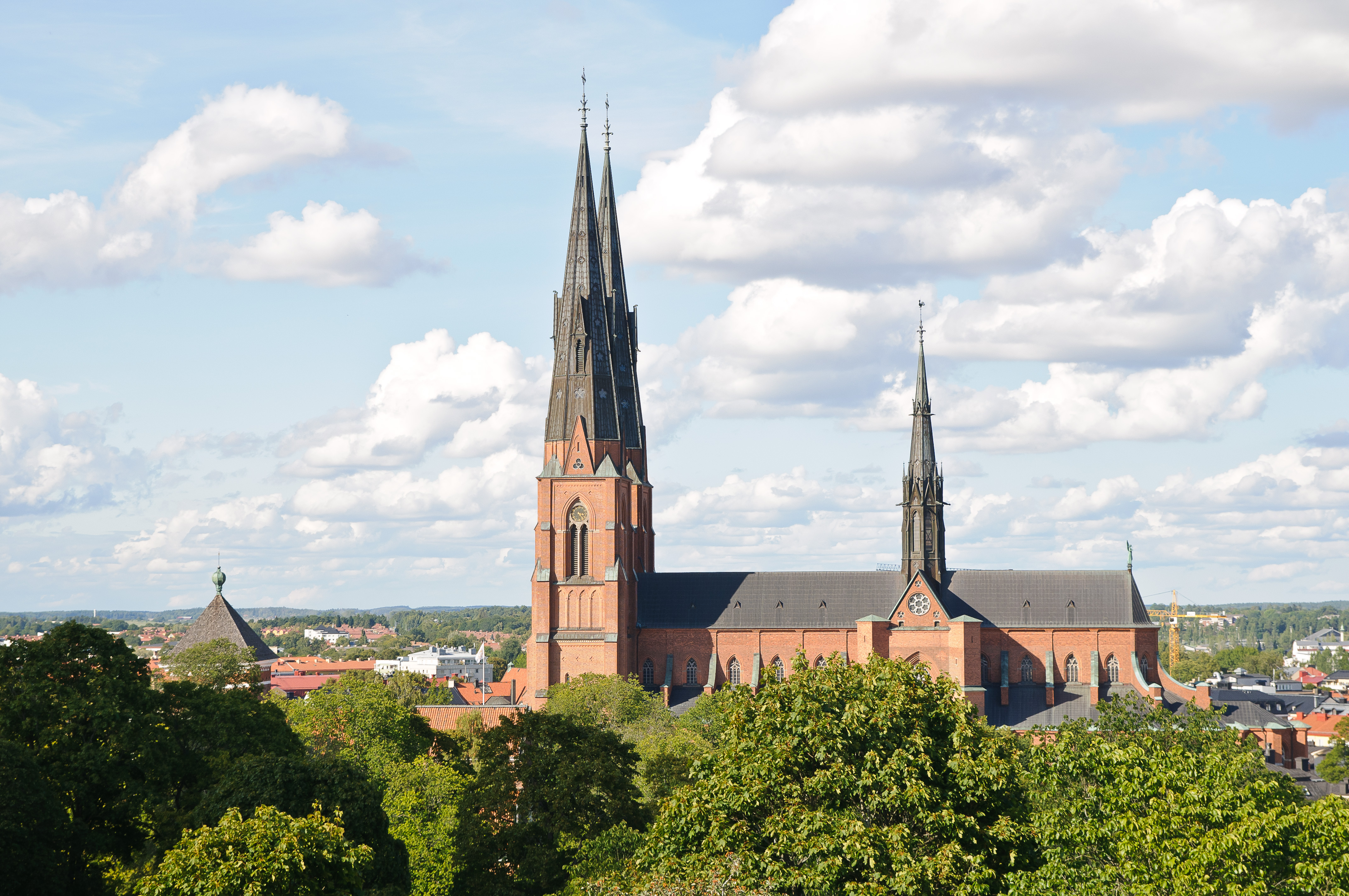
La cathédrale d'Uppsala, siège de l'Église de Suède.

En Europe du Nord, le luthéranisme a succédé à l’Église catholique à l'époque de la Réforme à la suite de décisions des souverains des pays de culture scandinave (Danemark, Norvège, Suède et Islande), finnoise (Finlande, Estonie) ou, dans un cas, balte (Lettonie). Dans ces pays où la grande majorité de la population est toujours luthérienne, les églises ont en général perdu leur statut d’Église officielle (sauf au Danemark et en Islande), même si elles sont toujours financées par des impôts, soit indirectement par le biais des impôts généraux payés par la plupart des citoyens, soit directement sous la forme d'un impôt ecclésiastique.
Au Danemark, en Finlande, en Islande et en Suède, les citoyens qui sont membres d'églises organisées versent cet impôt ecclésiastique à leurs organisations respectives... Toutefois, en Norvège, il n'existe pas d'impôt direct sur les églises, l'église d'État est soutenue par le budget national. L'impôt ecclésiastique typique est un impôt sur le revenu d'environ 1 à 2 %, perçu uniquement auprès des membres de l'église, mais l'église reçoit également sa part d'autres taxes telles que l'impôt municipal impôt sur les sociétés dans certaines régions. Les pasteurs sont formés dans les facultés de théologie des universités d'État ou des collèges privés.
De nombreux grands ports maritimes abritent des églises luthériennes scandinaves ou finnoises (par exemple, l'église norvégienne Sjømannskirken, l'église suédoise à l'étranger et la mission des marins finlandais) afin de fournir une aide, des opportunités sociales et des soins pastoraux aux retraités expatriés, aux touristes et aux marins en visite dans leur propre langue.
Malgré la progression constante de la sécularisation, qui fait que le nombre de membres inscrits à l'église luthérienne baisse régulièrement, les effectifs luthériens des pays nordiques restent significatifs
- Église du Danemark : 4,3 millions de membres, soit 75% de la population[17]
- Église de Suède : 5,9 millions de membres, soit 58% de la population[18]
- Église de Norvège : 3,7 millions de membres, soit 70% de la population[19]
- Église évangélique-luthérienne de Finlande : 3,8 millions de membres, soit 70% de la population[20]
- Église d'Islande : 232 591 membres soit 65% de la population[21]
- Église évangélique-luthérienne estonienne : 180 000 membres soit 11,7% de la population (2014)[22]
- Église évangélique-luthérienne de Lettonie : 250 000 membres soit 13% de la population (2013)[23]
- Église des îles Féroé (indépendante de l'Église de Danemark depuis 2007) : 41 000 membres soit 78% de la population[24].

#### Autres pays d'Europe
Le luthéranisme est le plus souvent présent dans les autres pays d'Europe en fonction de la présence plus ou moins ancienne de minorités allemandes. Dans le cas des pays d'Europe centrale, la population allemande a fortement chuté après la seconde Guerre mondiale et l'expulsion de la plupart des Allemands, et les communautés luthériennes ont ainsi été réduites à de toutes petites minorités. Il existe toutefois également des communautés luthériennes de cultures hongroises, slovaque et tchèque. Les principales communautés luthériennes en dehors de l'Allemagne et des pays nordiques se trouvent dans les pays suivants :

##### Aire germanique
- La France, essentiellement en raison de populations originaires d'Alsace et du Pays de Montbéliard. Le nombre de luthériens en France était estimé à 220 000 personnes avant la fusion avec les églises réformées (voir détail au chapitre suivant).
- L'Église évangélique de la confession d'Augsbourg en Autriche (en) (Evangelische Kirche Augsburgischen Bekenntnisses in Österreich) compte 283 000 membres soit 3,2% de la population.
- Aux Pays-Bas, l'Église évangélique luthérienne du royaume des Pays-Bas a fusionné en 2004 avec deux églises calvinistes pour former l'Église protestante aux Pays-Bas. Au moment de la fusion les paroisses luthériennes néerlandaises réunissaient 14 000 membres. La nouvelle église unie compte 181 000 membres. Une bonne partie de la communauté luthérienne des Pays-Bas descend de groupes de luthériens autrichiens ayant fui les persécutions au XVIIIe siècle.
- L'une des deux églises luthérienne de Roumanie, l'Église évangélique de la confession d'Augsbourg en Roumanie (12 000 membres), est de langue allemande. Son siège est à Sibiu, l'ancienne Hermannstadt.
- En Russie, la Fédération des Églises évangéliques luthériennes de Russie et d'autres États réunit 27 500 membres luthériens relevant de communautés germanophones réparties sur le territoire de la fédération de Russie, et de l'ancienne URSS.

##### Aire slovaque
- L'Église évangélique de la confession d'Augsbourg en Slovaquie compte 221 000 membres. En outre, les 49 000 membres de l'Église évangélique slovaque de la confession d'Augsbourg en Serbie font partie de la minorité slovaque installée en Voivodine.

##### Aire hongroise
- L'Église évangélique luthérienne de Hongrie compte 214 000 membres.
- L'une des deux églises luthérienne de Roumanie, l'Église évangélique luthérienne de Roumanie (27 500 membres), est de langue hongroise. Son siège est à Cluj-Napoca en Transylvanie.

##### République tchèque
- En République tchèque, deux églises se rattachent au luthéranisme :
  - L'Église évangélique luthérienne silésienne (15 000 membres)
  - L'Église morave ou Église évangélique des frères tchèques (73 000 membres)

##### Aire finnoise
- Outre l'Église évangélique-luthérienne estonienne, déjà citée,
- l'Église évangélique luthérienne d'Ingrie en Russie regroupe des luthériens de langue finnoise habitant la province frontlière d'Ingrie (15 000 membres).

##### France

###### Historique
Les communautés luthériennes issues de la Réforme au XVIe siècle se sont maintenues essentiellement dans l'Est de la France, en Alsace, y compris l'actuel Territoire de Belfort, et en principauté de Montbéliard, les circonstances historiques ayant permis à ces régions d'être épargnées par les persécutions des protestants aux XVIIe et XVIIIe siècles. Une présence luthérienne existait à Paris en raison d'abord des représentations diplomatiques de nations luthériennes comme la Suède, puis, au XIXe siècle, de l'installation à Paris de luthériens venu de l'Est de la France ou d'Allemagne. La défaite de la France en 1870 et l'annexion de l'Alsace et de la Moselle ont coupé le lien entre les deux inspections ecclésiastiques de Paris (qui supervisait aussi les paroisses luthériennes d'Algérie) et de Montbéliard, et le reste de l’Église de la Confession d'Augsbourg en France, dont le siège, situé à Strasbourg, se retrouvait en territoire allemand. Les effectifs des Églises luthériennes en "France de l'intérieur" se renforcent alors de l'apport de certains des «optants» qui s'exilent d'Alsace et parfois rejoignent des communautés luthériennes, notamment au Pays de Montbéliard, à Paris, Lyon et Nice ainsi qu'en Algérie.
L'imbroglio administratif créé par l'annexion de l'Alsace-Moselle est dénoué par la création d'une nouvelle structure ecclésiale, l’Église évangélique luthérienne de France, officialisée par la loi du 1er août 1879 et le décret du 12 mars 1881. Celle-ci a regroupé les deux inspections ecclésiastiques de Paris et Montbéliard, sous l'autorité d'un synode général siégeant à Paris, jusqu'en 2013.

###### Situation actuelle
Un engagement en faveur de l'union des Églises protestantes a modifié le paysage luthérien français.
- Depuis 2006, l'Église protestante de la Confession d'Augsbourg d'Alsace et de Lorraine (EPCAAL) est membre avec l’Église protestante réformée d'Alsace et de Lorraine de l'Union des Églises protestantes d'Alsace et de Lorraine (UEPAL), que préside le président du directoire luthérien.
- Depuis 2013, l'Église évangélique luthérienne de France (EELF), est réunie avec l'Église réformée de France dans une seule Église, l'Église protestante unie de France (EPUdF).

Seule subsiste en toute indépendance, l'Église évangélique luthérienne - Synode de France (EEL-SF), qui regroupe quelques paroisses en Alsace, dans la région parisienne et le Poitou.Celle-ci s'est séparée de l'EPCAAL au XIXe siècle, à la suite du réveil luthérien, et fait partie du Concile luthérien international. Elle est parfois appelée Église luthérienne - Synode du Missouri, du nom de la principale dénomination, américaine, de ce groupement d’Églises luthériennes conservatrices.

###### Ministères
- Les grandes églises luthériennes françaises reconnaissent le ministère pastoral des femmes. En 2000, on estimait que 22 % des pasteurs de l'EPCAAL et 31 % des pasteurs de l'ÉELF étaient des femmes[26]. En revanche, l'Église évangélique luthérienne - Synode de France (EEL-SF) n'admet pas le ministère pastoral féminin.
- Concernant le ministère épiscopal, les luthériens français ont retenu le vocable d'inspecteur ecclésiastique et non d'évêque. Ceux-ci sont élus par leurs synodes respectifs dans le cadre d'un gouvernement d'église presbytéro-synodal.

##### Pologne
- L'Église protestante de la confession d'Augsbourg en Pologne a perdu les trois quarts de ses membres, qui étaient germanophones, à la fin de la deuxième Guerre mondiale. Les 61 000 membres actuels sont de culture polonaise.
- L'Église évangélique-luthérienne de Lituanie, elle aussi purgée de ses membres germanophones, émerge d'une longue période de persécutions au début des années 1990. Elle compte 19 000 membres.

### Océanie
Le luthéranisme est surtout présent dans 3 pays :
- Australie : selon un sondage de 2016, 0,7% de la population australienne serait luthérienne[27]. La principale église est l'Église luthérienne d'Australie (48 500 membres)[25].
- Nouvelle-Zélande : bien qu'il y ait que 3 600 luthériens dans le pays, soit 0,08 % de la population en 2018[28], l'Église luthérienne a eu une présence historique en Nouvelle -Zélande : dans la région de Upper Moutere, près de Nelson, colonisée à partir de 1843 par des migrants allemands accompagnés de missionnaires luthériens issus de la Société des missions d'Allemagne du Nord ; sur l'île de Ruapuke, près de Stewart Island où le pasteur Johann Wohlers s'établit parmi les Maoris, à Taranaki où le pasteur Johann Riemenschneider crée la première mission luthérienne de l'île du Nord. Des luthériens sont également arrivés de Scandinavie dans les années 1870 et se sont installés dans le Manawatu, et dans le nord Wairarapa et le sud Hawke's Bay. Pendant la Première Guerre mondiale, le nombre de membres de l'Église luthérienne a diminué car l'utilisation de la langue allemande était interdite et de nombreux migrants allemands ont été internés. L'église Saint-Paul de Christchurch a été confisquée et, en 1918, ses cloches ont été fondues pour en faire de la ferraille. L'église St John de Halcombe, à Manawatu, a été incendiée. Après la Seconde Guerre mondiale, le nombre d'églises a de nouveau augmenté avec l'afflux de migrants européens.
- Papouasie-Nouvelle Guinée : ancien territoire de l'Empire colonial allemand, la Papouasie compte 18,4% de luthériens[29], dont deux églises luthériennes membres de la FLM :
  - l'Église évangélique luthérienne de Papouasie-Nouvelle-Guinée, qui compte 1 200 000 membres[25] ;
  - l'Église luthérienne Gutnius - Papouasie-Nouvelle-Guinée, qui compte 150 000 membres[25].